# Дихлороиодат(I) калия
Дихлороиодат(I) калия — неорганическое соединение,
полигалогенид калия с формулой KICl2,
оранжевые кристаллы,
растворяется в воде,
образует кристаллогидрат.

## Получение
- Пропускание хлора над сухим дибромоиодатом(I) калия:

{\displaystyle {\mathsf {KIBr_{2}+Cl_{2}\ {\xrightarrow {}}\ KICl_{2}+Br_{2}\uparrow }}}
- Растирание сухих тетрахлороиодата(III) калия и дибромоиодата(I) калия с последующей отгонкой брома:

{\displaystyle {\mathsf {KICl_{4}+KIBr_{2}\ {\xrightarrow {}}\ 2KICl_{2}+Br_{2}\uparrow }}}
- Пропускание хлора через насыщенный раствор иодида калия

{\displaystyle {\mathsf {KI+Cl_{2}\ {\xrightarrow {}}\ KICl_{2}}}}

## Физические свойства
Дихлороиодат(I) калия образует оранжевые кристаллы,
моноклинной сингонии,
пространственная группа P 21/c,
параметры ячейки a = 0,8507 нм, b = 1,0907 нм, c = 1,2126 нм, β = 107,82°, Z = 8.
Слабо растворяется в холодной воде, лучше в горячей.
Малоустойчивый на воздухе.
Образует кристаллогидрат состава KICl2•H2O.